# ДКБ-51
ДКБ-51 (рос. ОКБ-51) — дослідне конструкторське бюро заводу № 51 НКАП (пізніше — МАП).

## Історія
ДКБ-51 М. М. Полікарпова, переведене в 1940 році після виділення з нього ДКБ А. І. Мікояна із заводу № 1 на новостворений на території колишнього відділу експлуатації, льотних випробувань та доведення (ОЕЛВД) ЦАГІ завод № 51 (нині — завод ім. П. О. Сухого).
Після смерті М. М. Полікарпова, (30.07.1944), 19 жовтня 1944 р. директором і головним конструктором заводу № 51 призначений В. Н. Челомей, якому доручили розробку крилатих ракет.
Відповідно до Постанови Ради Міністрів СРСР від 19 лютого 1953 р., ДКБ-51 з дослідним заводом було передано до ДКБ-155, ставши його філією.
У листопаді 1953 р. територія філії ОКБ-155 була визначена як база для відновленого ДКБ П. О. Сухого, що розташовується на цій території досі. У лютому 1954 ДКБ П. О. Сухого і дослідний завод знову отримали в системі МАП СРСР № 51. В 1958 організовано філію ДКБ-51 на заводі № 126.